# Guy Hascoët
Pour les articles homonymes, voir Hascoët.
Guy Hascoët, né le 29 février 1960 au Mans (Sarthe), est un homme politique français. Membre des Verts, il est député du Nord de 1997 à 2000 puis secrétaire d'État à l'économie solidaire dans le gouvernement Lionel Jospin de 2000 à 2002. En 2010, il est élu conseiller régional de Bretagne, en tant que tête de liste régionale Europe Écologie.

## Biographie
Il est l'un des principaux négociateurs de l'accord entre les Verts et le Parti socialiste de la région Nord-Pas-de-Calais qui en 1992 donne aux Verts leur première présidente de région en la personne de Marie-Christine Blandin, dont il devient vice-président.
En 1997, il devient député du Nord, et, en mars 2000, il entre au gouvernement Lionel Jospin pour devenir secrétaire d'État à l'économie solidaire, c'est-à-dire s'occupant des associations, des coopératives et des mutuelles. Ce poste nouvellement créé n'est pas renouvelé dans le gouvernement Jean-Pierre Raffarin. Son arrivée est l'occasion pour Lionel Jospin de trouver un allié dans la minorité la plus remuante des Verts[réf. nécessaire] qui de plus avait pris ses distances lors de l'affaire de l'Erika avec Dominique Voynet.
Lors de l'assemblée fédérale des Verts à Reims de fin 2004, il tente sans succès de devenir secrétaire national du mouvement, le scénario de collège exécutif où il est secrétaire national est le premier à être rejeté par le conseil national inter-régional.
Il quitte alors les Verts et se consacre, en Bretagne essentiellement, à son activité de consultant en matière de développement durable.
En 2009, il s'implique dans la campagne d'Europe Écologie. Le 7 novembre 2009, il est choisi par les membres d'Europe Écologie Bretagne, rassemblement d'Europe Écologie et du parti autonomiste Union démocratique bretonne (UDB), pour mener la liste constituée par ce mouvement lors des élections régionales de 2010. Lors du premier tour, le 14 mars 2010, la liste qu’il mène obtient 12,21 % des suffrages, un résultat en deçà de ses espérances qui lui permet cependant de pouvoir se qualifier pour le deuxième tour. Entre les deux tours, Jean-Yves Le Drian, tête de liste PS et président sortant, propose un scénario de fusion des deux listes de gauche. La proportionnelle n'y étant pas respectée selon Europe Écologie Bretagne, Guy Hascoët reconduit donc sa liste Europe Écologie au deuxième tour ; c’est la seule région française où un accord n’est pas trouvé. Au deuxième tour, sa liste obtient 17,37 % des suffrages et 11 élus au conseil régional de Bretagne. Il retrouve ainsi un mandat électoral dix ans après avoir abandonné son siège de député.
En raison de ses engagements professionnels, il ne se représente pas en 2015 et laisse sa place à René Louail.
En 2020, il est fondateur et président de la SCIC La coop des masques, bretonne et solidaire,, qui produit des masques chirurgicaux et des masques FFP2. En septembre 2021, il démissionne de son mandat. En octobre 2022, la société est placée en liquidation judiciaire.

## Mandats
Député
- 17/06/1997 - 27/04/2000 : député de la 7e circonscription du Nord il fut battu en 2002.

Conseiller régional
- 22/03/1992 - 15/03/1998 : membre du conseil régional du Nord-Pas-de-Calais
- 22/03/1992 - 15/03/1998 : vice-président du conseil régional du Nord-Pas-de-Calais
- 21/04/2010 - 13/12/2015 : membre du conseil régional de Bretagne

Conseiller municipal
- 1989 -1995 : conseiller municipal de Lille

## Fonctions ministérielles
- 27/03/2000 - 05/05/2002 : secrétaire d'État à l'économie solidaire